# Németh Anna (operaénekes)
Németh Anna (férjezett nevén dr. Nádor-Nikitits Istvánné) (Kolozsvár, 1908. február 19. – Budapest, 1990. március 7.) magyar opera-énekesnő (alt).

## Életútja
A Nemzeti Zenedében tanult. 1935-től az Operaház énekkarának tagja volt, 1937-től pedig magánénekese. 1964-ben vonult vissza. Szerepelt Európa számos operaszínpadán.
Sírja a Farkasréti temetőben található [Hv5 (105. parcella)–1–96].

## Főbb szerepei
- Bizet: Carmen - Carmen
- Muszorgszkij: Hovanscsina - Márfa
- Verdi: Az álarcosbál - Ulrika
- Verdi: A trubadúr - Azucena
- Wagner: A Rajna kincse - Erda